# 中国香港比利·简·金杯代表队
中国香港比利·简·金杯代表队是中国香港女子网球队参加比利·简·金杯（前称联合会杯）的队伍，由中國香港網球總會负责管理和组织参赛。该队在英属时期以“香港”名义参赛，1997年主权移交后改以“中国香港”名义。香港队首次参加比利·简·金杯是在1981年，参赛第二年就打入了世界组第2轮，之后在1990年再次追平历史最佳战绩。